# Жене, Оуэн
Оуэ́н Жене́ (фр. Owen Gene; род. 19 марта 2003, Нантер) — французский футболист мартиниканского происхождения, полузащитник клуба «Миннесота Юнайтед».

## Клубная карьера
Жене — воспитанник клубов «Кросси», «Версаль» и «Амьен». В 2020 году игрок дебютировал за дублирующий состав последних. 20 ноября 2021 года в матче против «Гавра» он дебютировал в Лиге 2. 27 ноября в поединке Кубка Франции против «Камбре» Оуэн забил свой первый гол за «Амьен». В начале 2025 года Жене подписал контракт на 3 года с американским «Миннесота Юнайтед». Сумма трансфера составила 2 млн евро. 2 марта в матче против Клёб де Фут Монреаль он дебютировал в MLS.